# Paris-Rouen

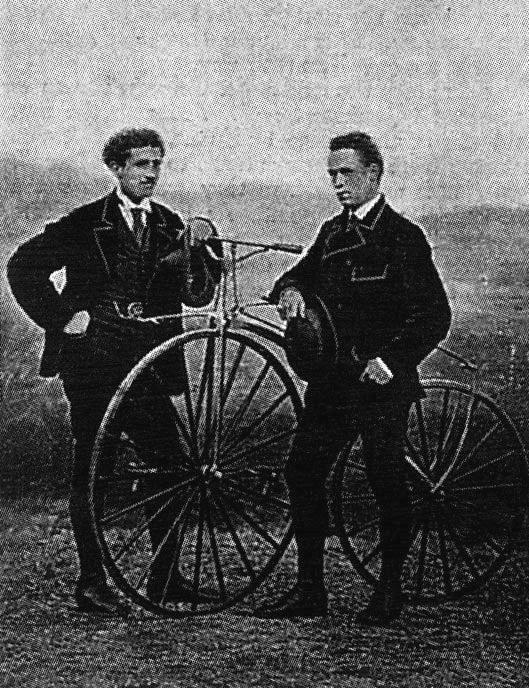
O vencedor James Moore (direita) e Jean-Eugène-André Castera no Paris-Rouen.

Paris-Rouen foi a primeira corrida de ciclismo cobrindo a distância entre duas cidades. Aconteceu entre as cidades de Paris e Rouen em 7 de novembro de 1869. O vencedor da corrida Paris-Rouen inaugural foi um inglês que vivia em Paris, James Moore, que percorreu os 123 quilômetros que que separam as cidades em 10 horas e 40 minutos, incluindo o tempo gasto caminhando com sua bicicleta em subidas de morros.
O evento foi organizado pela revista de ciclismo bimestral Le Vélocipède Illustré e pelos irmãos Olivier, donos de uma fábrica de bicicletas chamada The Michaux Company. Eles estavam satisfeitos com o sucesso de corridas de curta distância realizadas no Parc de Saint Cloud, Paris e, em 7 de novembro, promoveram uma corrida entre Paris e Rouen, cobrindo uma distância de 123 quilômetros. O primeiro prêmio era mil francos de ouro e uma bicicleta. As regras da corrida diziam que os ciclistas não poderiam ser puxados por um cachorro ou utilizar velas.[carece de fontes?]
Um total de 120 ciclistas, incluindo duas mulheres, participaram da corrida, mas apenas 32 terminaram antes de 24 horas. James Moore venceu com 15 minutos de vantagem sobre Castera e Bobillier. A primeira mulher, apresentada como Miss America, terminou 12 horas e 10 minutos depois de Moore na 26ª posição.
Depois da explosão da Guerra Franco-Prussiana em 1870 a corrida não foi mais realizada, mas ela passou a ser realizada como uma corrida amadora anos mais tarde. O centenário da corrida foi comemorado em 12 de maio de 1969. O vencedor foi Régis Delepine, que recebeu o mesmo valor que James Moore havia recebido 100 anos antes, mil francos de ouro na forma de 50 Louis.

## Classificação geral

### 07/11/1869: Paris-Rouen, 123 km
| [ 4 ] | Ciclista                       | Tempo   |
| ----- | ------------------------------ | ------- |
| 1     | James Moore                    | 10h 45' |
| 2     | André Castera                  | 15'     |
| 3     | M. Bobillier                   | s.t.    |
| 4     | Henri Pascaud                  | 1h 15'  |
| 5     | Félix Gaston Biot              | 1h 39'  |
| 6     | Cantellauve                    | 2h 54'  |
| 7     | Johnson ou Bon Edouard-Charles | 3h 40'  |
| 8     | Joseph Meunier                 | 3h 50'  |
| 9     | Schand                         | 4h 33'  |
| 10    | E. Meyer                       | 4h 43'  |
| 11    | Tribout                        | 4h 45'  |
| 12    | Guillot                        | 5h 07'  |
| 13    | Steckel                        | 5h 11'  |
| 14    | Lamon                          | 6h 44'  |
| 15    | Servoz                         | 6h 50'  |
| 16    | R.R.                           | 7h 10'  |
| 17    | Delage                         | 7h 20'  |
| 18    | G. Aubrecht                    | 7h 25'  |
| 19    | Leroy d'E                      | 7h 30'  |
| 20    | Venant                         | 7h 35'  |
| 21    | Wolz                           | 7h 45'  |
| 22    | Daubel                         | 7h 48'  |
| 23    | Rocan                          | 7h 53'  |
| 24    | Duval                          | s.t.    |
| 25    | Chateau                        | 8h 20'  |
| 26    | Tricycle Tissier               | 9h 20'  |
| 27    | Constanceau                    | 10h 30' |
| 28    | J. Pedro                       | 11h 50' |
| 29    | Miss America                   | 12h 10' |
| 30    | Turner                         | s.t.    |
| 31    | Taboureau                      | s.t.    |
| 32    | Ch. Chatelain                  | 12h 35' |
| 33    | E. Fortin                      | 14h 20' |
| 34    | Prosper Martin                 | s.t.    |